# Rincon (Bonaire)
Rincon is de oudste nederzetting op het eiland Bonaire in Caribisch Nederland en de vroegere hoofdplaats voordat Kralendijk deze rol overnam. Het dorp telde in 2020 1.844 inwoners en wordt dankzij de oude tradities, festiviteiten en gewoontes ook wel beschouwd als het culturele centrum van Bonaire.

## Geschiedenis

### Spaanse tijd
Rincon werd in 1527 gesticht door de Spanjaarden en is daarmee het oudste dorp in Caribisch Nederland. De Spanjaarden richtten hun nederzetting op in een keteldal in het noordwesten van Bonaire. De keuze voor deze locatie was in de eerste plaats strategisch: de kleine gemeenschap kon niet vanaf zee worden gezien en was dus beschermd tegen piraten en andere ongewenste gasten die langs het eiland voeren (zoals daar waren: de Nederlandse, Franse en Engelse zeemachten). Vanaf de heuvels konden bovendien de oost- en westkant van de Caribische Zee in de gaten worden gehouden.
De Spaanse nederzetting kreeg de naam Rincón – Spaans voor ‘hoek’ – omdat het in een hoek van de camina di piedra lag, het pad dat van het zuiden van het eiland naar Slagbaai, de aanlegplaats in het noorden, voerde. Spanje gebruikte Rincón als bannelingenoord voor 'misdadigers en lastige elementen' en het aantal inwoners zou oplopen tot een zestigtal. Dankzij twee uitstekende waterbronnen (Dos Pos) konden deze eerste Spanjaarden leven van landbouw op de gronden rond Rincón (de kunuku).

### Hollandse tijd
In 1636 verlieten de Spanjaarden Bonaire en kwam Rincon nagenoeg leeg te staan. In datzelfde jaar kwam het eiland onder bestuur van de Hollandse West-Indische Compagnie (WIC), die er aan maïs- en veeteelt (geiten of kabrieten voor export naar Curaçao) en zoutwinning wilde doen. Omdat Bonaire zo goed als onbewoond was na de doortocht van de Spanjaarden (de oorspronkelijke Indiaanse bewoners waren ofwel als slaaf gedeporteerd naar Hispaniola ofwel gevlucht) liet de WIC via Curaçao slaven overbrengen uit Afrika, die allemaal werden gehuisvest in Rincon. Tegen 1700 woonden er 97 slaven en dat aantal zou alleen maar toenemen naarmate de zoutwinning belangrijker werd (honderd jaar later was er al sprake van 300 slaven). Bovendien gebruikte de WIC – net als de Spanjaarden vóór hen – Bonaire als strafkolonie voor hun (blanke) soldaten, die zich bij de slaven in Rincon voegden. Rincon werd in de 18e eeuw aldus een heterogene gemeenschap met verschillende culturen en talen.
De ‘zoutslaven’ en dwangarbeiders die in de zoutpannen in het zuiden van het eiland werkten, verbleven gedurende de 3-4 maanden dat het ‘witte goud’ geoogst werd alleen op zondag bij hun gezin in Rincon. De andere dagen bivakkeerden zij in zelfgemaakte hutjes in de buurt van de zoutpannen om te vermijden dat ze elke dag de zeven uur durende tocht over de camina di piedra moesten ondernemen. De vrouwen en kinderen werkten op hun beurt op de plantages in de kunuku.
Toen de WIC in 1792 ophield te bestaan, kwam Bonaire in handen van de Nederlandse overheid: de plantages rond Rincon werden ‘gouvernementsplantages’ en de slaven ‘overheidsslaven’ (katibu di rei). Bij de zoutpannen kwamen slavenhuisjes in steen waar de mannen tijdens de week konden overnachten en elke zaterdag ontvingen zij hun rantsoen uit het Magazijn van de koning (Mangazina di Rei) nabij Rincon. Dit stenen gebouw (het tweede oudste van Bonaire) werd opgericht tussen 1816 en 1824 (en grondig gerestaureerd in 1971) en was tevens de opslagplaats voor de werktuigen van de slaven. In 1850 werd een deel van de slaven – 45 gezinnen – verplaatst naar Mundu Nobo (het huidige Tera Kora), maar toen de slavernij in 1863 werd afgeschaft op Bonaire, telde Rincon nog altijd 758 – nu vrije – slaven. De Nederlandse overheid oordeelde echter al snel dat Bonaire meer een last dan een voordeel werd en verkocht in 1868 tijdens een openbare veiling op Curaçao het grootste deel van het eiland aan twee privéondernemingen. De gemeenschap in Rincon kwam dus economisch op eigen benen te staan, maar had geen toegang meer tot de kunuku om aan land- en tuinbouw te doen of geiten te kweken. Ze voorzagen in hun levensonderhoud door zich te verhuren als goedkope arbeidskrachten, maar waren verplicht hun voedsel in de voor hen veel te dure winkels van de privéondernemingen te kopen. Rincon ging door donkere jaren en er kwamen meldingen van scheurbuik en dysenterie. Vanaf 1880 zouden vele mannen wegtrekken om elders te gaan werken – in de olieraffinaderijen Isla (Shell) in Curaçao en Lago Oil & Transport Co. Ltd. (Standard Oil of New Jersey) in Aruba, de kopermijnen in Venezuela of de suikerrietplantages in Cuba – terwijl de vrouwen en kinderen in Rincon bleven.

## Religie
Aan het einde van de 17e eeuw was de WIC erin geslaagd het Spaanse slavenasiento in handen te krijgen, waardoor Curaçao uitgroeide tot het belangrijkste slavendepot in het Caribisch gebied. In dit asiento had het katholieke Spanje laten opnemen dat alle slaven in de haven van Curaçao door een katholieke priester moesten worden gedoopt, voordat ze naar de Spaanse koloniën vertrokken. Bovendien beschouwde de bisschop van Caracas – geheel volgens de actieve missioneringspolitiek van de Spaanse Kroon – de eilanden Curaçao, Aruba en Bonaire (kerkjuridisch) als een onderdeel van Venezuela. Hoewel de religiepolitiek van de gereformeerde WIC katholieke missionering verbood, stuurde de bisschop in het geheim toch priesters uit met een reizend altaar. De WIC-ambtenaren stonden trouwens ook voor een dilemma: hoewel zij geen ‘ongehoorzaam animistisch gedrag’ wensten, wilden ze ook ‘geen zwarten als broeders en zusters van Christus in hun eigen calvinistische kerk’. De plaatselijke gereformeerde overheid (de directeur/gouverneur van de WIC) besloot dan maar dat er missionarissen nodig waren om de slaven ‘christelijke gehoorzaamheid’ te leren en verleende hen een voorlopige verblijfsvergunning (een ‘prealabel consent’). Bij gebrek aan Spaanse missionarissen deden ook de jezuïeten hun intrede als missionaris in Spaans-Amerika en in 1704/5 bezocht de eerste pater-jezuïet Rincon. Vanaf 1713 kreeg de Vlaamse jezuïetenprovincie Flandro-Belgica de Missio Curaçao onder zijn hoede.

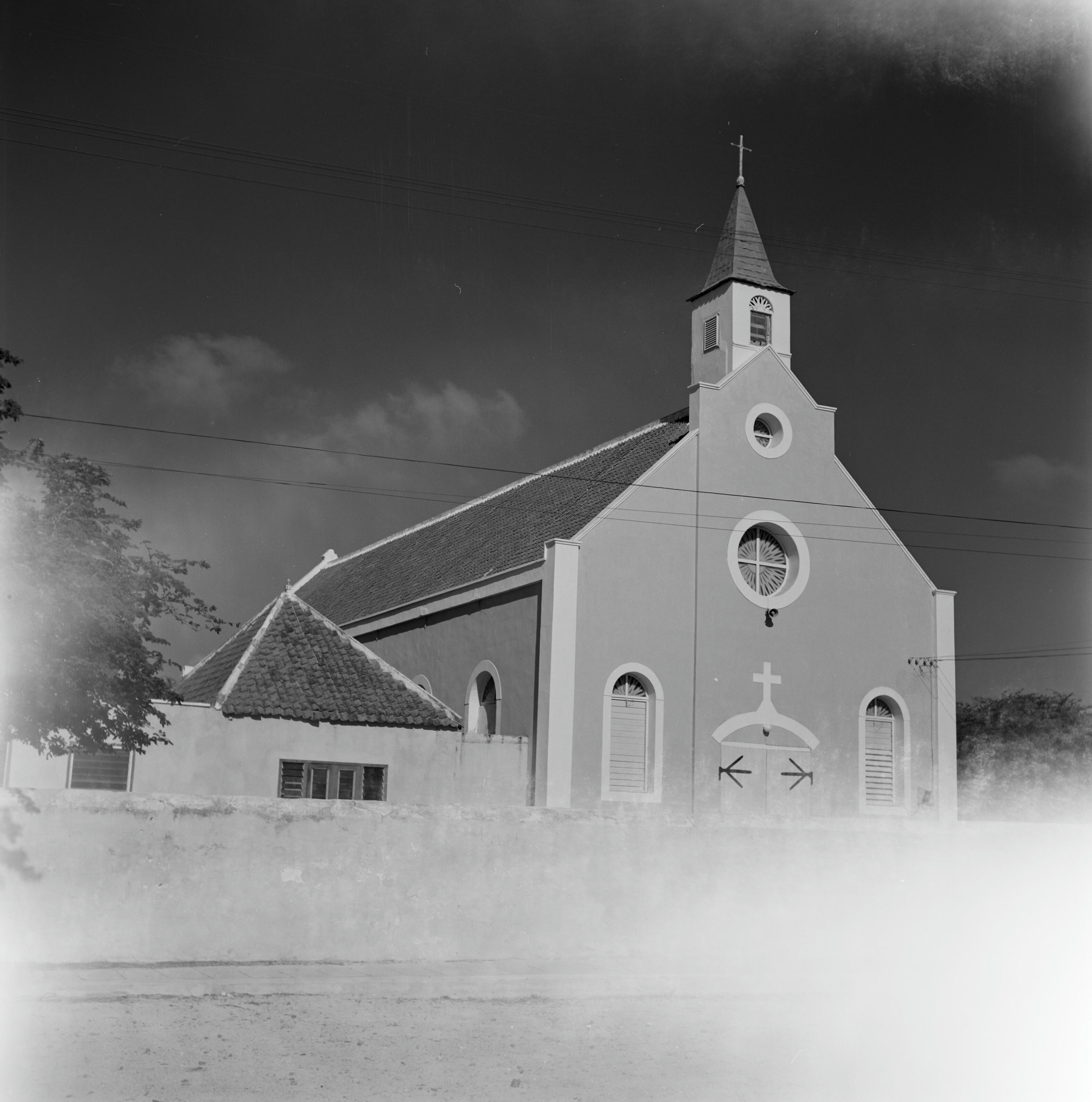
Sint-Ludovicus Bertranduskerk vóór de renovatie in de jaren 1970-1980 (1976)

In 1776 werd in Para Mira, in de heuvels rond Rincon, al een rooms-katholiek kerkje gebouwd (niet meer dan ‘een hutje, met stro en gras bedekt’) en aan het begin van de 19e eeuw werden bijna alle slavenkinderen in Rincon rooms-katholiek gedoopt. In 1837 werd in het centrum van Rincon een kerk van klei ingewijd, de Sint-Maartenskerk, die dienst zou doen tot in 1861 (waarna het gebouw onderdak zou bieden aan de eerste rooms-katholieke school in Rincon). Op verzoek van de commandeur van Bonaire kreeg Rincon in 1858 een eigen parochie, de Sint-Martinusparochie, en een Nederlandse pastoor. Deze liet een nieuwe kerk van steen oprichten op dezelfde plaats als de huidige Sint-Ludovicus Bertranduskerk. In 1861 werd deze nieuwe Sint-Maartenskerk ingezegend, maar in 1907 verwoest door een storm. Het daaropvolgende jaar zou de Sint-Ludovicus Bertranduskerk worden gebouwd.

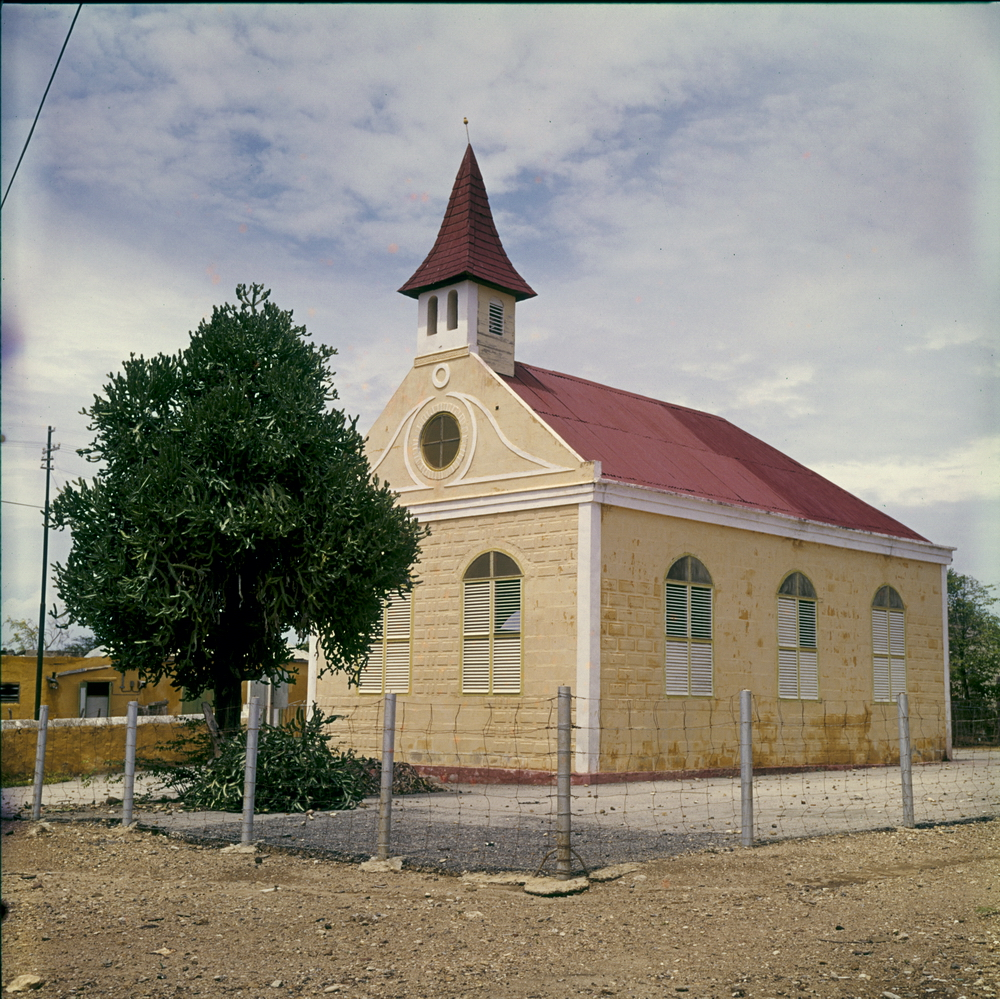
Protestantse kerk (1964)

Aan het einde van de 19e eeuw telde Rincon ruim 1.500 katholieken, tegenover slechts 150 protestanten op heel Bonaire. Deze laatsten waren meestal kinderen uit gemengde relaties, die wel katholiek werden gedoopt, maar in de praktijk de opvattingen van hun protestantse vader volgden. In 1932 werd een godsdienstleraar benoemd voor de protestantse gemeente in Bonaire en in datzelfde jaar werd in Rincon voor het eerst een protestantse kerkdienst gehouden. Twee jaar later werd de protestantse kerk van Rincon ingewijd, maar het aantal gelovigen zou laag blijven (in 1956 werden in Rincon 37 protestanten geteld, tegenover 1.857 katholieken).
In de jaren 1960 werden ook gebedshuizen opgericht van de zevendedagsadventisten en de evangelische beweging.

## 20e en 21e eeuw
Tot diep in de 20e eeuw woonde het grootste deel van de bevolking van Bonaire nog in Rincon: in 1948 telde het dorp bijvoorbeeld 1.602 inwoners, tegenover 626 voor Kralendijk. Vanaf de jaren 1970 bleef Rincon achter qua bevolkingsgroei, die in Kralendijk vooral te danken was aan immigratie door de vraag naar arbeid voor de toerismesector. In de 21e eeuw heeft Rincon wel het grootste aandeel Antillianen (amper 10 procent van de inwoners is niet op Bonaire geboren), waardoor het door de bewoners van Bonaire wordt gezien als de bakermat van hun cultuur.
In 1921 kwam er een telefoonlijn tussen Rincon en Kralendijk, in de periode 1947-1954 werd de hoofdweg tussen Kralendijk en Rincon aangelegd en werd Rincon aangesloten op de waterleiding. In 1951 kwam er een hulppostkantoor (15 jaar na het postkantoor in Kralendijk). 

## Kunst, cultuur en sport
In Rincon vindt elk jaar op 30 april het grootste festival van Bonaire plaats, Dia di Rincon, dat sinds 2020 een officiële feestdag is. Dit tot 'nationale' feestdag uitgegroeide festijn werd voor het eerst gevierd op 30 april 1989 en is een initiatief van de schrijver – en Rinconees – Francisco 'Broertje' Janga. Janga was ook politicus en met de hulp van zijn partij, de ondertussen ter ziele gegane Bonairiaanse Arbeiderspartij (Partido Obrero Boneriano), werd Dia di Rincon een dag waarop de bewoners van Rincon hun cultuur, tradities en geschiedenis vieren. Na het overlijden van Broertje Janga heeft zijn zoon Francisco ‘Bubuchi’ Janga het roer overgenomen. De feestdag begint om 7 uur met het hijsen van de eigen vlag van Rincon, gevolgd door optredens en een feestelijke parade door het dorp om het einde van de oogstperiode (Simadan) te vieren. In 2019 woonden meer dan 12.000 kijklustigen deze ‘Dag van Rincon’ bij.
Rincon heeft twee voetbalclubs SV Real Rincon en SV Vespo – respectievelijk het 'Ajax en Feyenoord van Bonaire' – die allebei het Antonio Trenidatstadion als thuisbasis hebben.

### Beschermde monumenten
- Voormalige rooms-katholieke school (sinds 2015 het Cocari-complex).
- Cinelandia-complex (sinds 2010 onderdeel van de Cadushy Distillery).

### Bekende Rinconezen
- Miguel Pourier (29 september 1938 - 23 maart 2013), voormalig minister-president van de Staten van de Nederlandse Antillen.

## Foto's

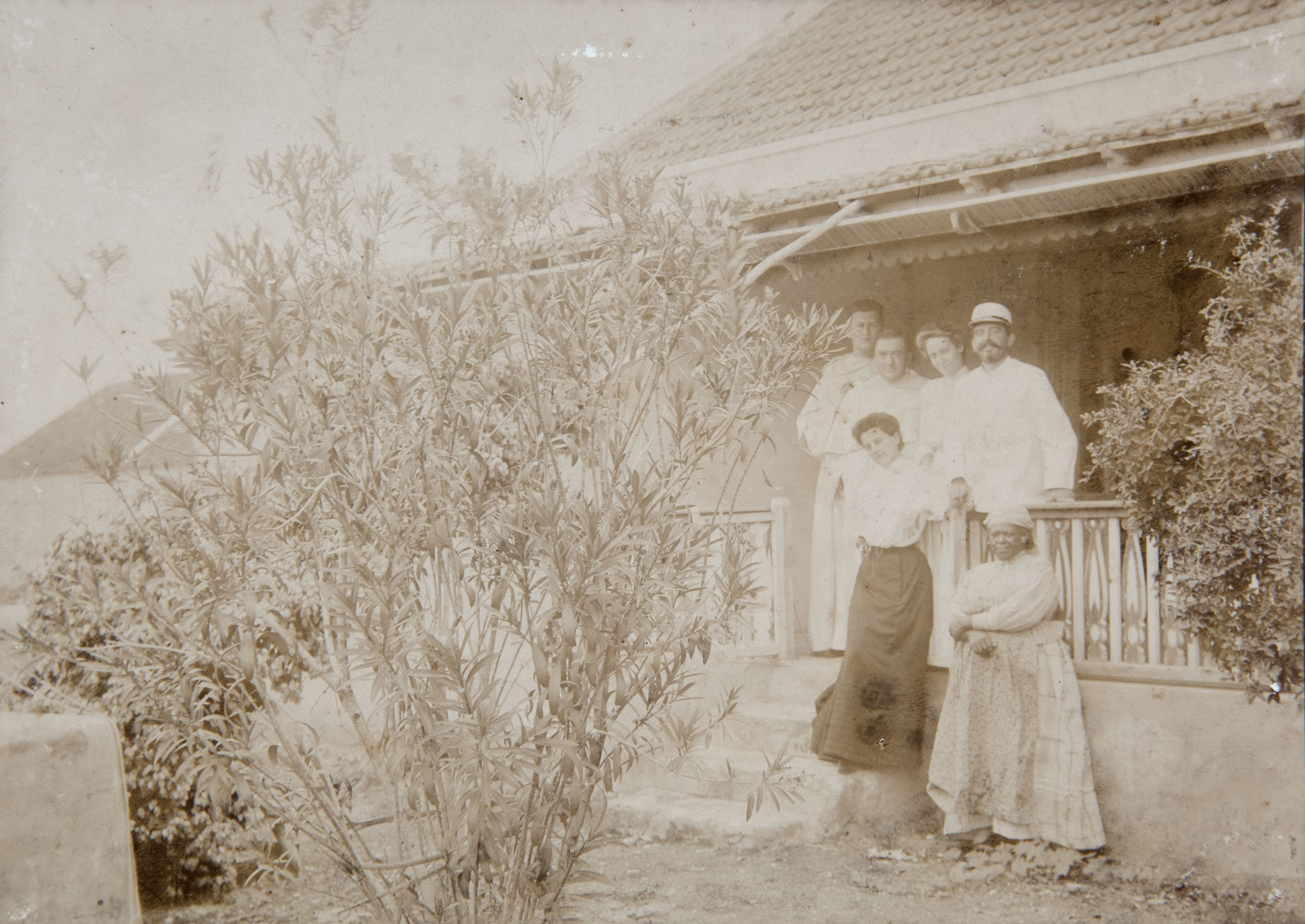
Groepsportret bij een  Hollandse pastoor van Rincon (1903)
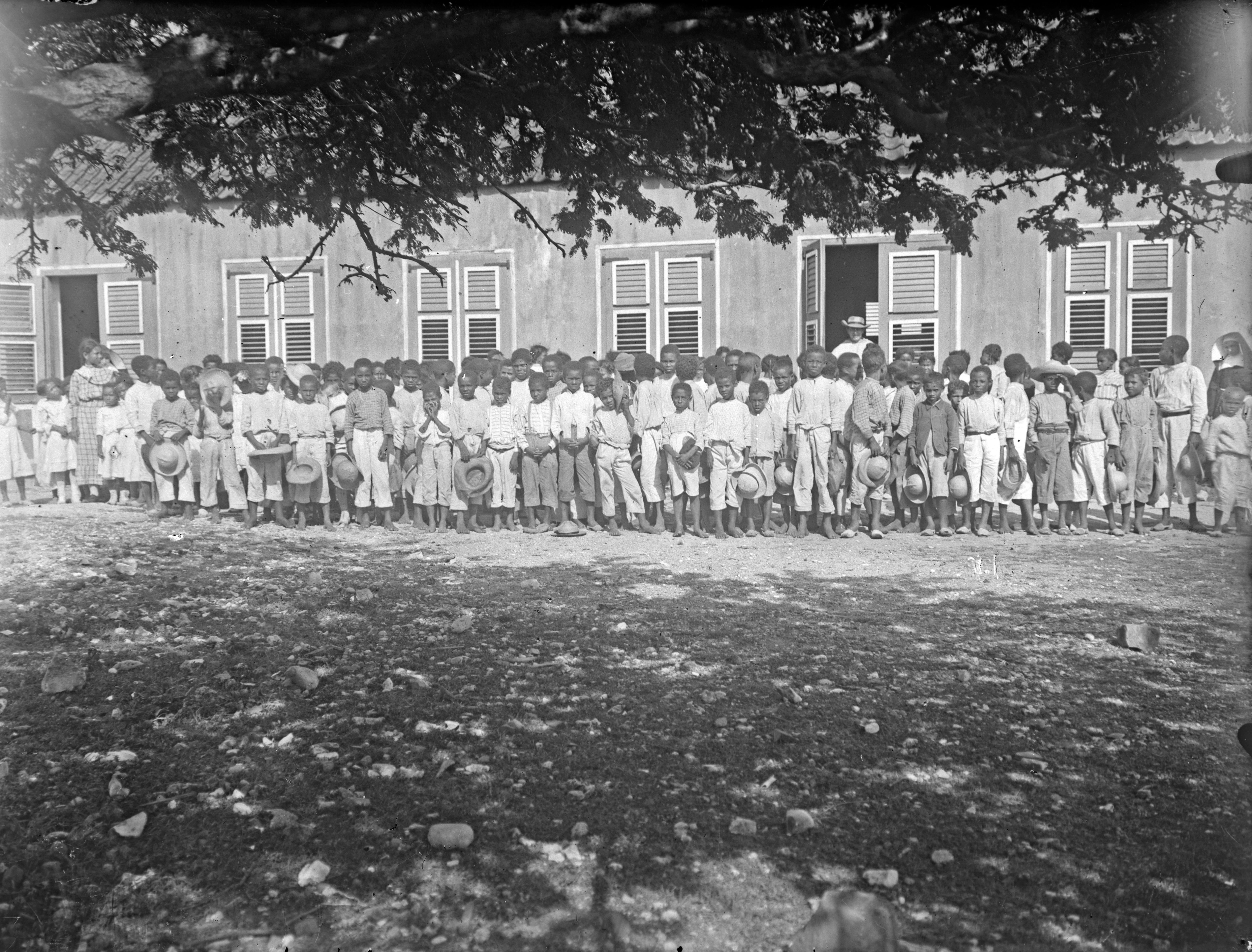
Schoolkinderen voor de Sint-Ludovicusschool (1906-1910)
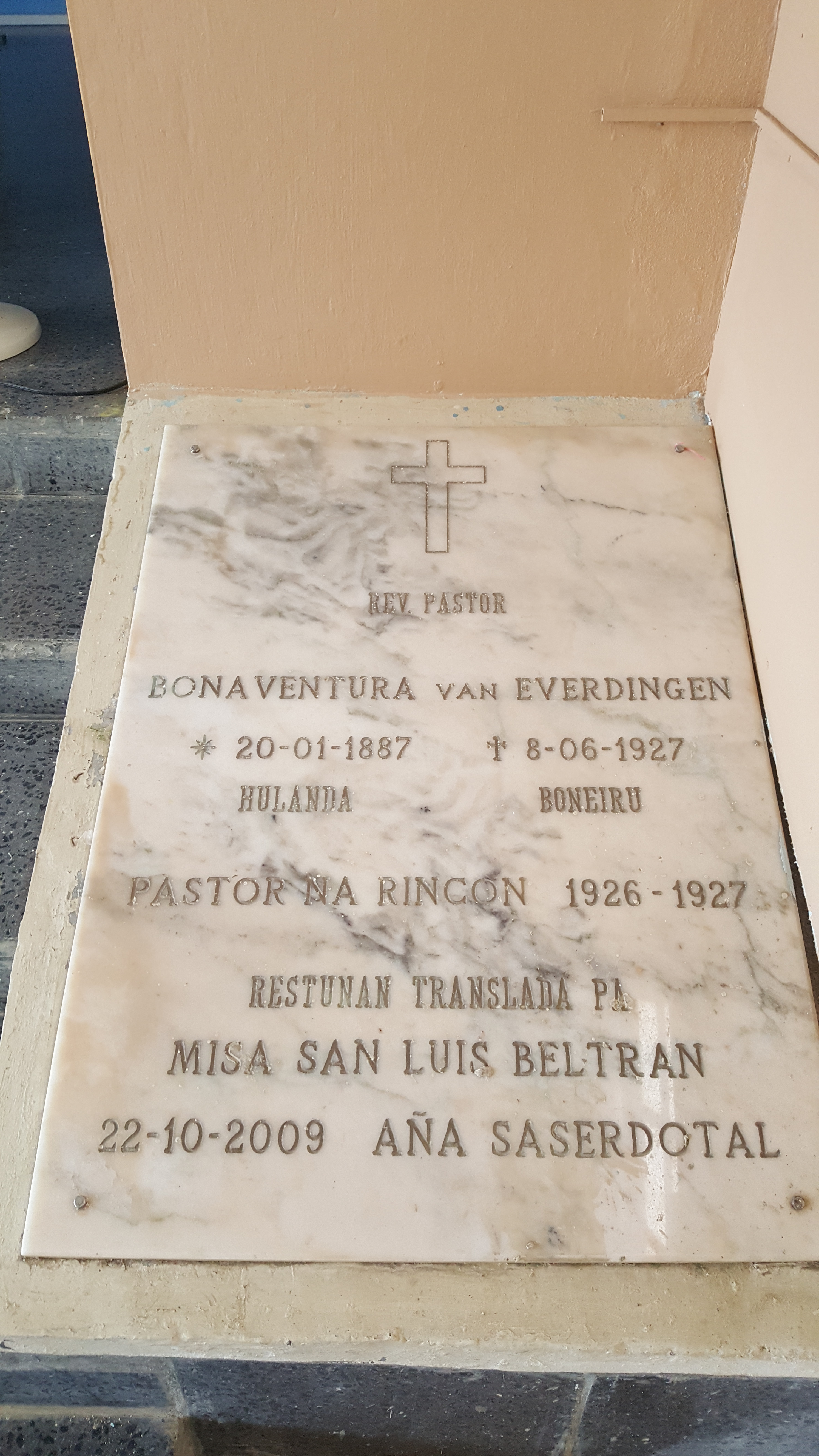
Grafsteen van een Nederlandse pastoor van Rincon, overleden in 1927
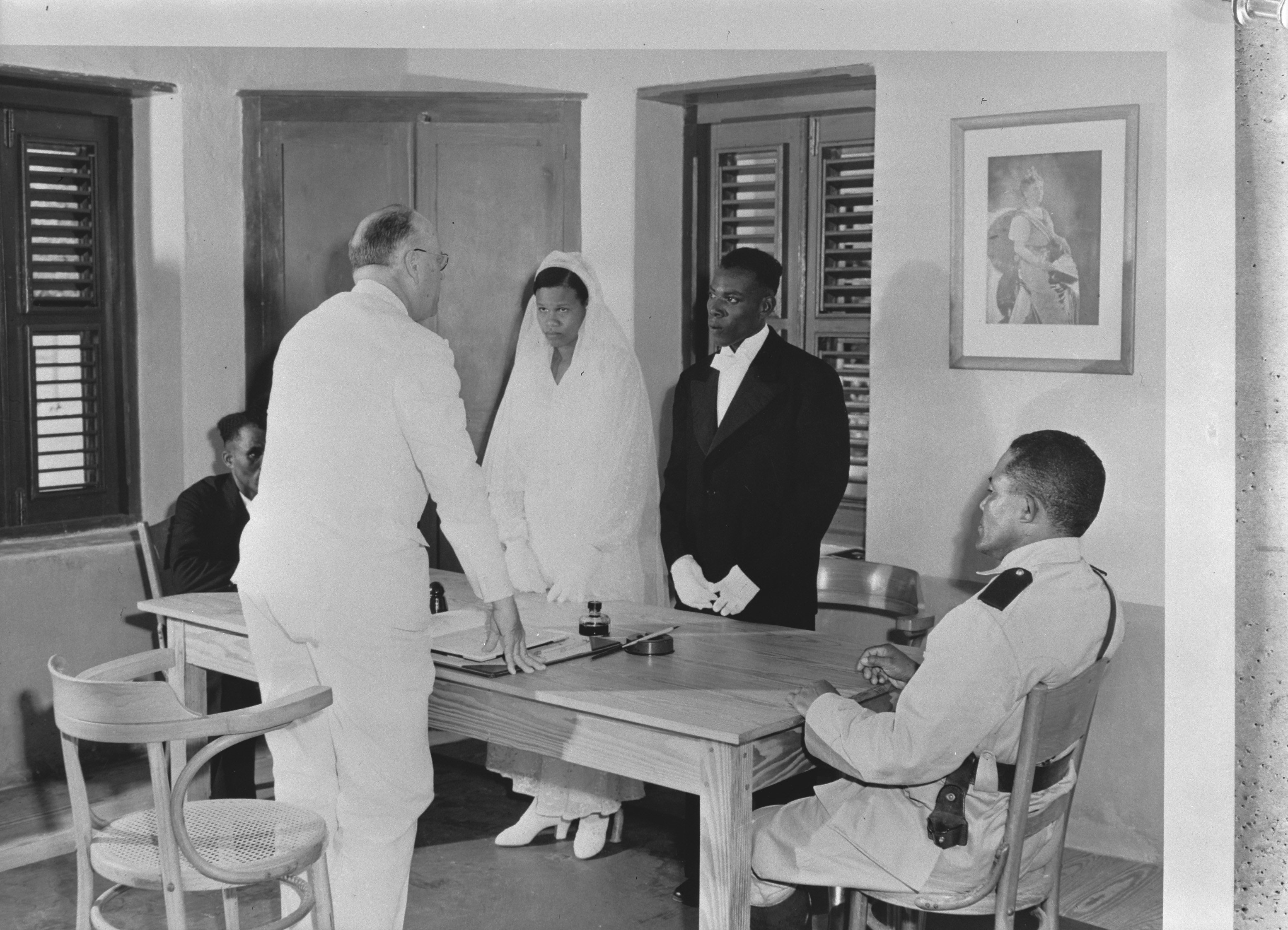
Een Nederlandse gezaghebber sluit een huwelijk tussen twee inwoners van Rincon (1940-1945)
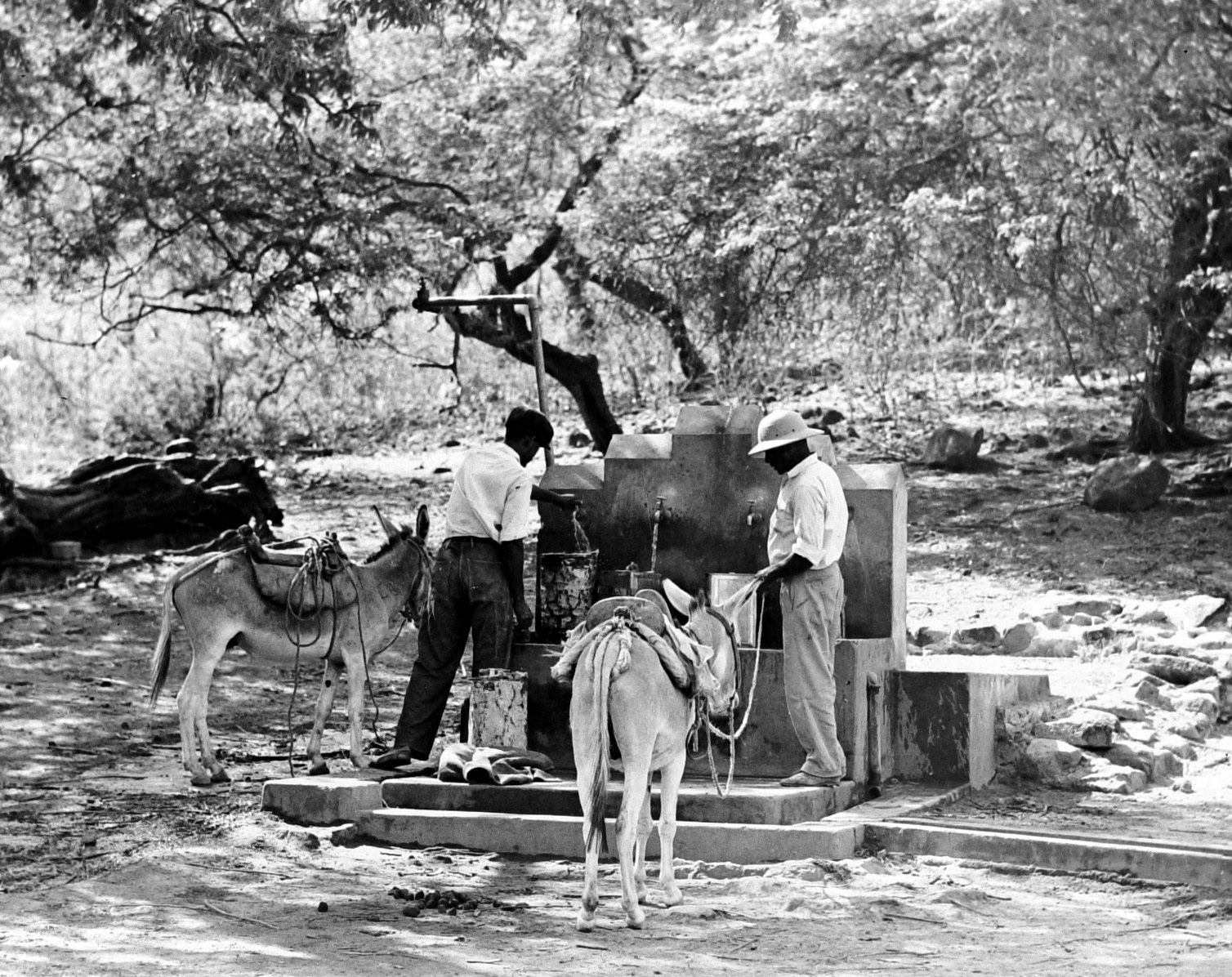
Waterkranen bij Dos Pos (1947)
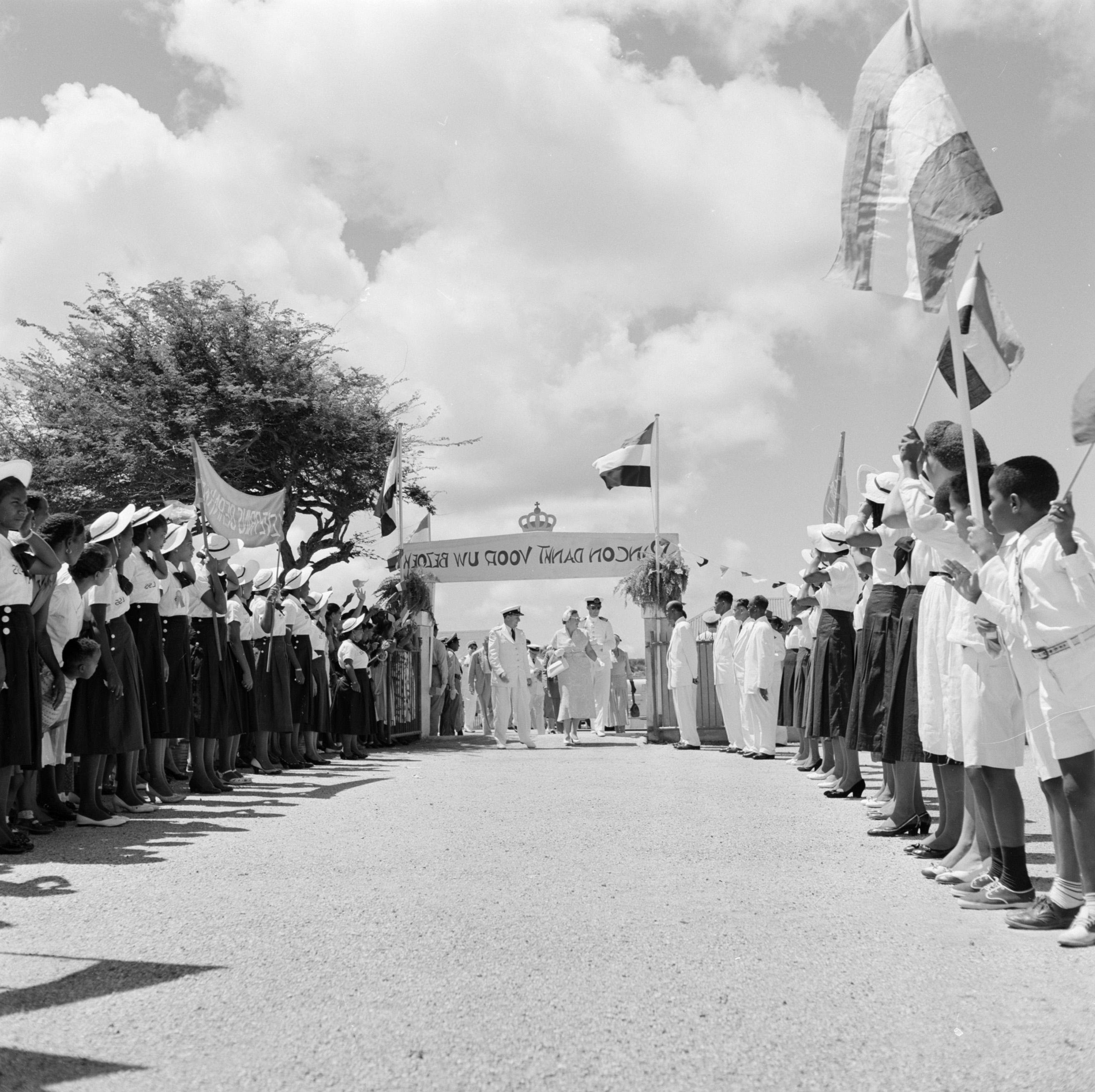
Koningin Juliana en prins Bernhard op bezoek (1955)
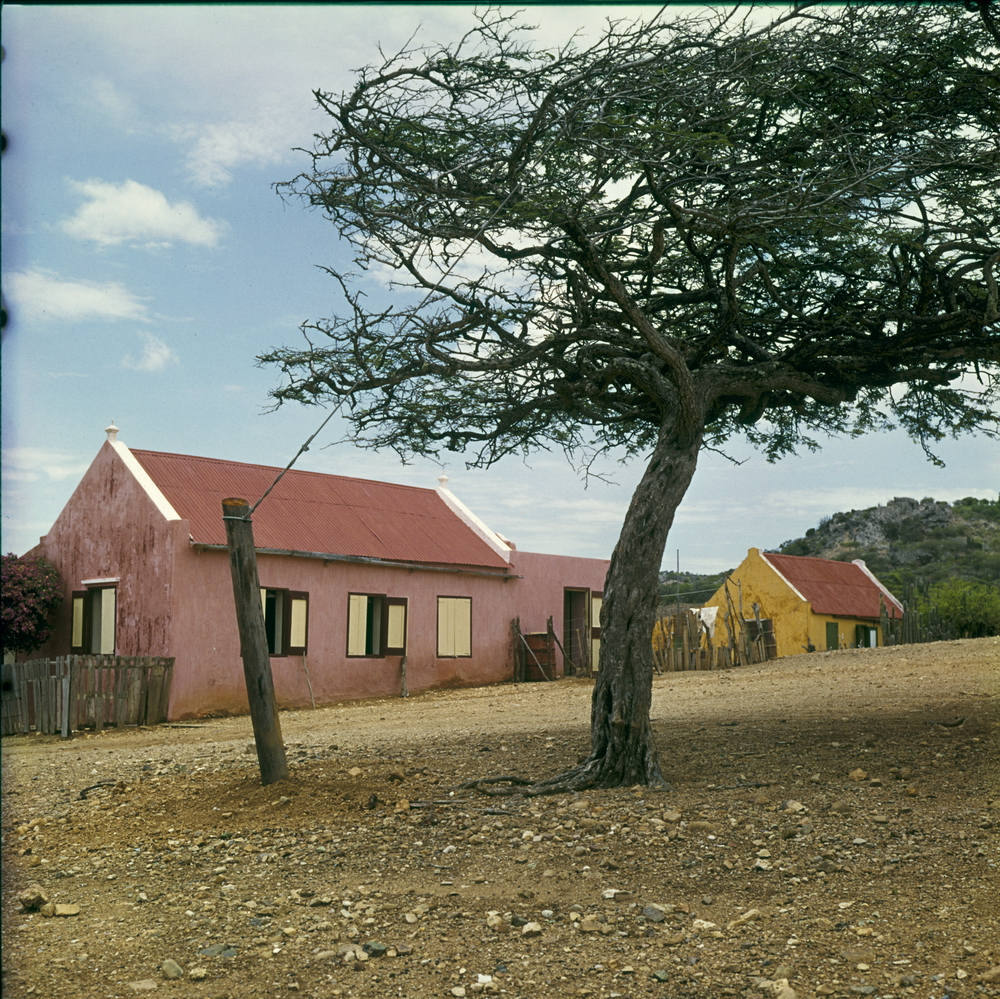
Woningen (1964)
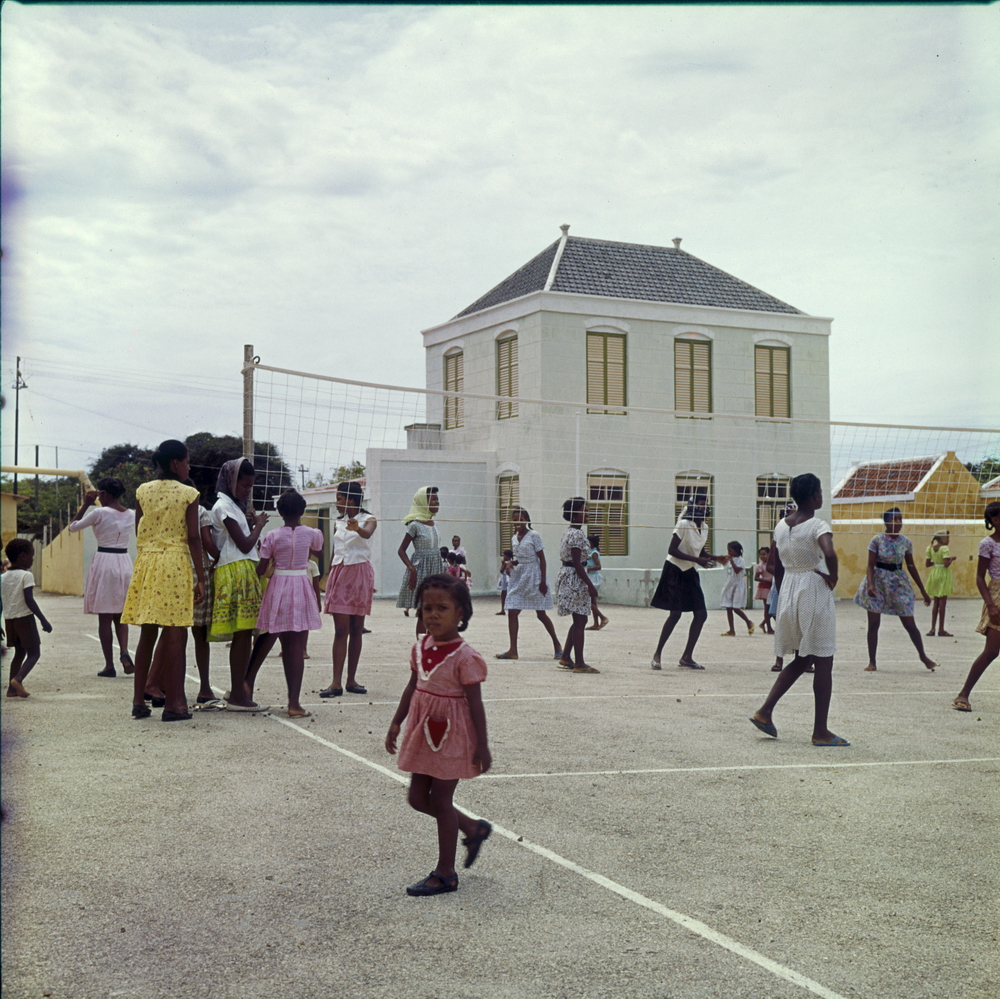
Zusterhuis van de Sint-Ludovicusschool, een beschermd monument in Kas di Kaha-stijl (1964)
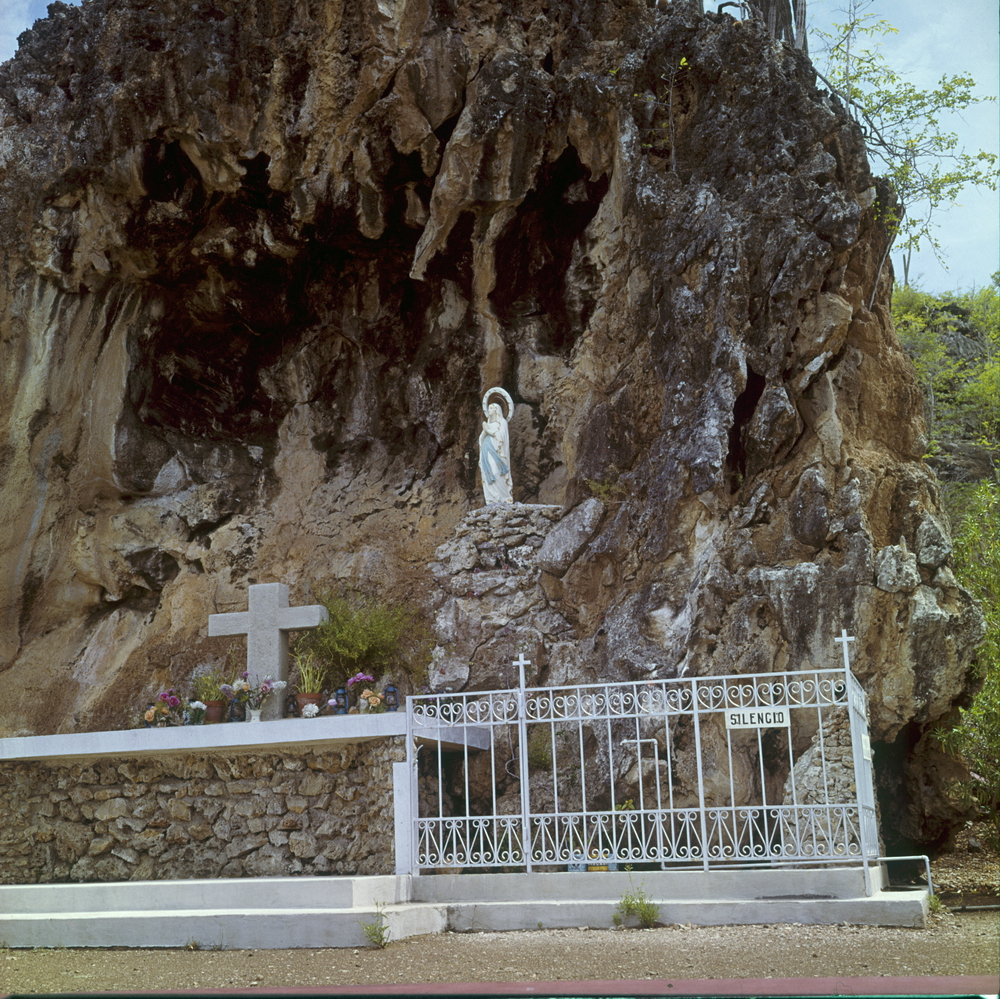
Grot van Lourdes met Mariabeeld aan de rand van Rincon (1964)
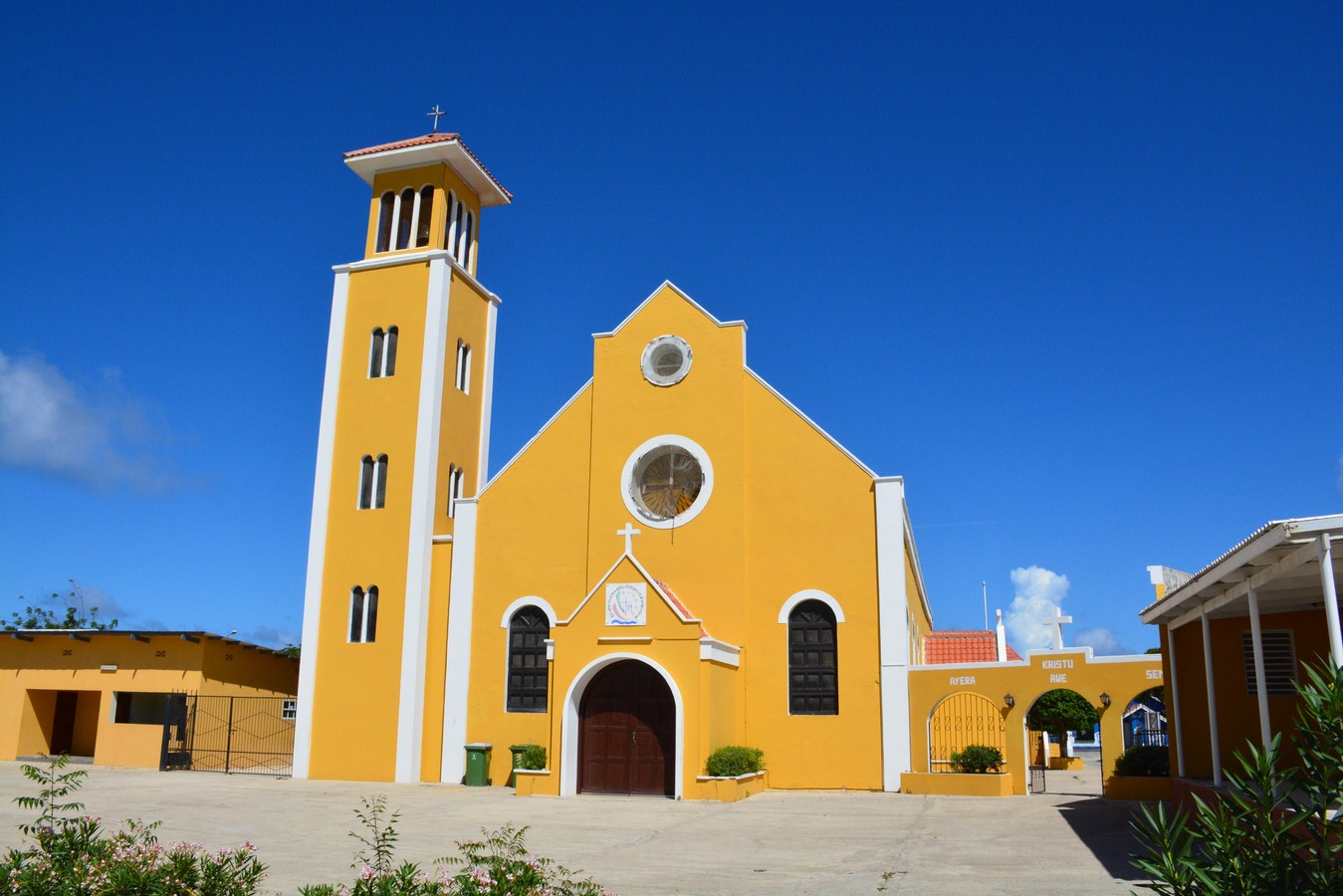
Sint-Ludovicus Bertranduskerk (2014)
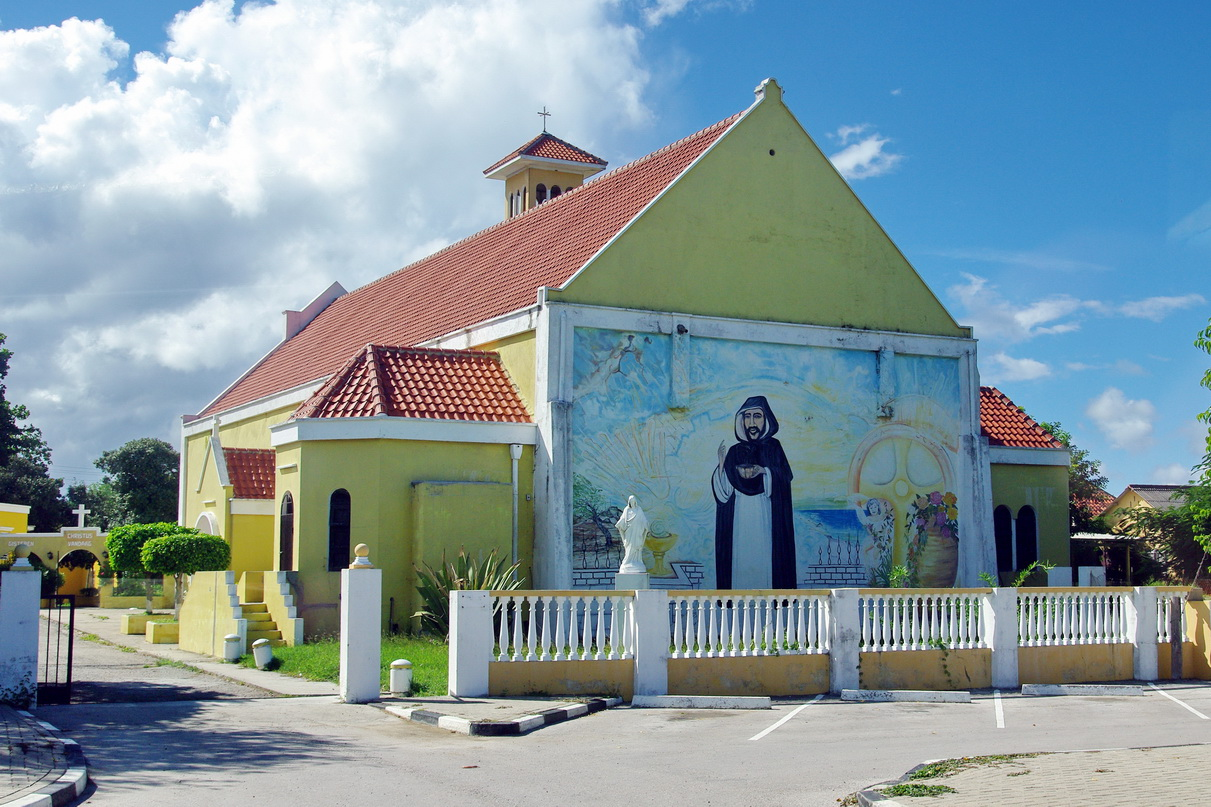
Achterzijde van de Sint-Ludovicus Bertranduskerk (2012)
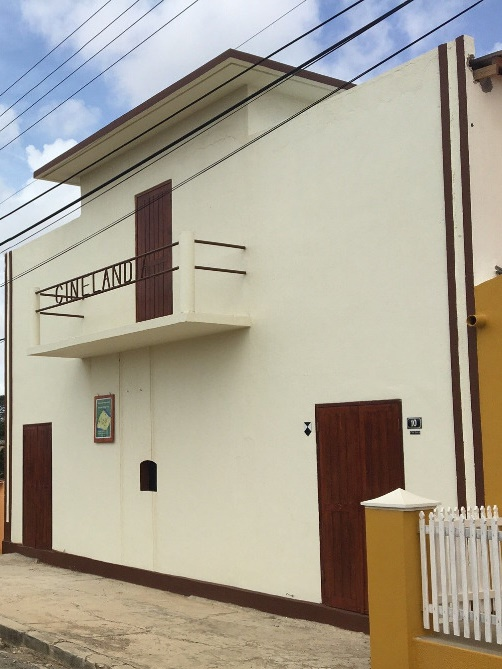
Voormalige bioscoop Cinelandia, een beschermd monument (2020)